# Točník (Klatovy)
Točník je vesnice, část města Klatovy ve stejnojmenném okrese v Plzeňském kraji. Nachází se asi 4,5 kilometru severně od Klatov. Točník leží v katastrálním území Točník u Klatov o rozloze 6,35 km².

## Historie
První písemná zmínka o vesnici pochází z roku 1289.

## Obyvatelstvo
| Rok            | 1869 | 1880 | 1890 | 1900 | 1910 | 1921 | 1930 | 1950 | 1961 | 1970 | 1980 | 1991 | 2001 | 2011 | 2021 |
| -------------- | ---- | ---- | ---- | ---- | ---- | ---- | ---- | ---- | ---- | ---- | ---- | ---- | ---- | ---- | ---- |
| Počet obyvatel | 339  | 404  | 412  | 438  | 441  | 422  | 343  | 280  | 265  | 247  | 264  | 248  | 249  | 252  | 265  |
| Počet domů     | 49   | 61   | 62   | 64   | 65   | 67   | 69   | 71   | 69   | 69   | 74   | 90   | 85   | 94   | 98   |

## Obecní správa
Při sčítání lidu v letech 1850–1976 Točník byl samostatnou obcí v okrese Klatovy. Od 30. dubna 1976 je částí města Klatovy ve stejnojmenném okrese. Od 1. července 1975 do 29. dubna 1976 k obci patřily Dehtín, Otín, Štěpánovice a Vícenice.

## Pamětihodnosti
- Mohylník

## Galerie

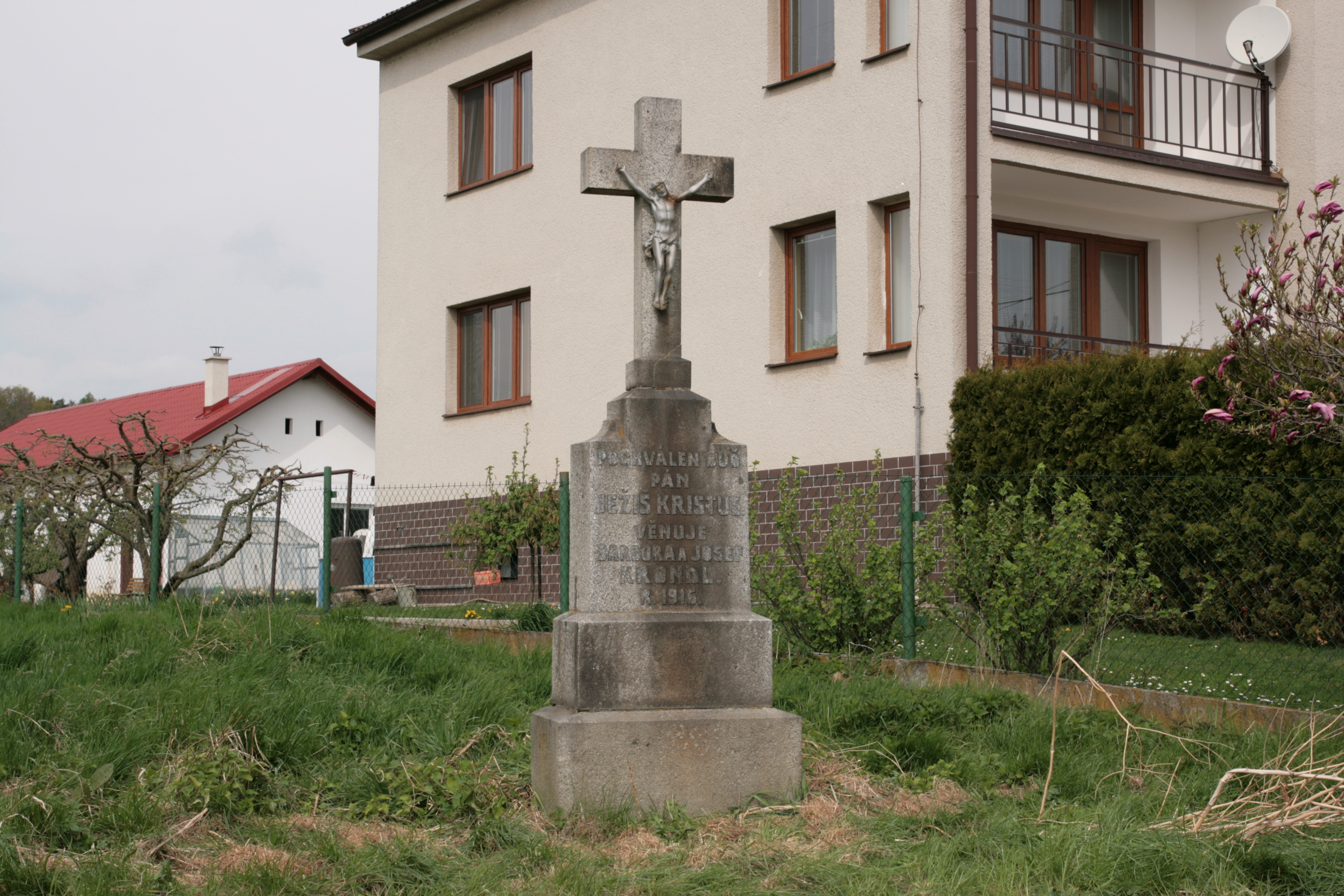
Kříž
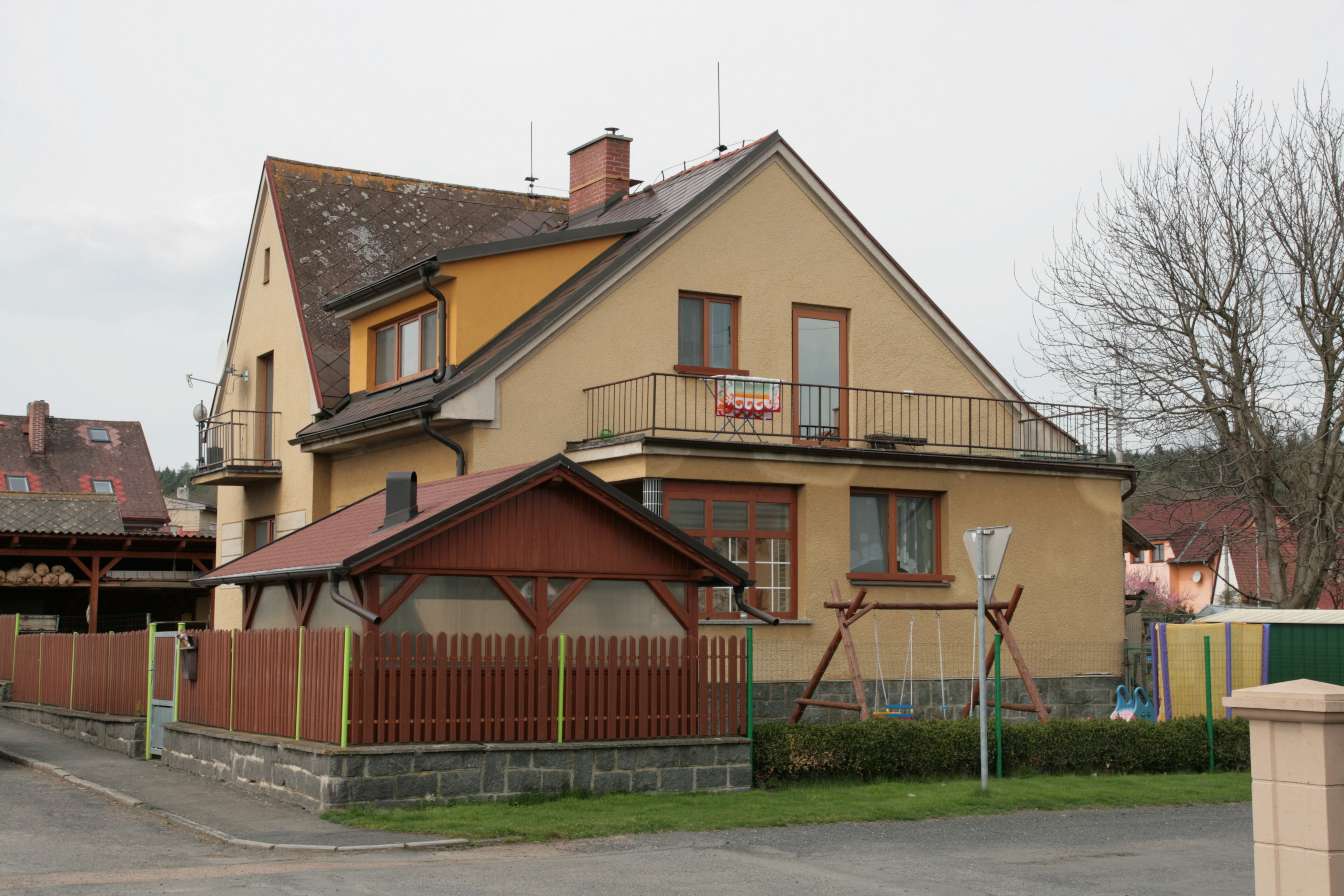
Dům v obci
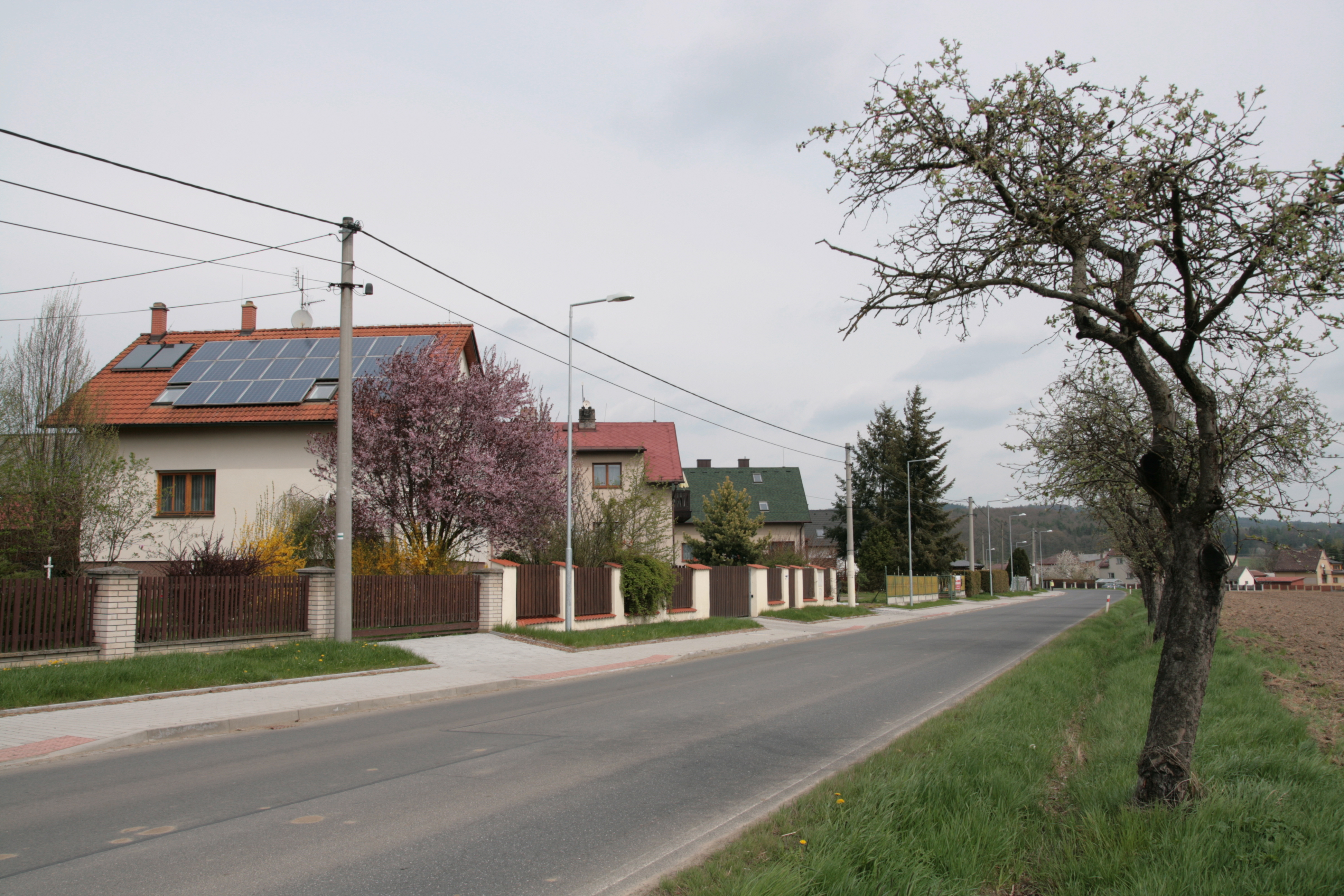
Hlavní ulice